# Time of Death
Time of Death is de zesde aflevering van het elfde seizoen van de televisieserie ER, die voor het eerst werd uitgezonden op 11 november 2004.

## Verhaal
Dr. Kovac, dr. Lockhart en Taggart krijgen Charlie Metcalf onder behandeling, hij is een alcoholist die net uit de gevangenis is ontslagen. Hij is stervende en de doktoren proberen hem alsnog te redden. Hij vraagt aan Taggart of zij zijn zoon wil bellen, hij heeft zijn zoon al een hele tijd niet meer gezien of gesproken. Zijn zoon heeft geen interesse om hem te spreken, dit komt hard aan bij Charlie. Dr. Pratt is boos op zijn collega's die veel tijd spenderen op het redden van Charlie, dr. Kovac confronteert hem hierop met zijn eigen gevoelens over de afwezigheid van zijn vader. Uiteindelijk vraagt Charlie de doktoren de behandeling te stoppen en hem te laten sterven, zij geven gehoor aan zijn wens en dan sterft hij aan zijn ziekte. Dan blijkt dat iedereen geroerd door het leven en dood van Charlie. 

## Rolverdeling

### Hoofdrollen
- Maura Tierney - Dr. Abby Lockhart
- Mekhi Phifer - Dr. Gregory Pratt
- Goran Višnjić - Dr. Luka Kovac
- Parminder Nagra - Dr. Neela Rasgrota
- Shane West - Dr. Ray Barnett
- Leland Orser - Dr. Lucien Dubenko
- Linda Cardellini - verpleegster Samantha 'Sam' Taggart
- Laura Cerón - verpleegster Chuny Marquez
- Sara Gilbert - Jane Figler

### Gastrollen (selectie)
- Ray Liotta - Charlie Metcalf
- Svetlana Efremova - ongeduldige vrouw
- Francesco Quinn - Dr. Alfonso Ramirez
- Norbert Weisser - Dr. Adler
- Jonathan Joss - Bert
- Jeremy Shada - Bobby